# Finwë
Finwë és un personatge fictici de l'univers de J.R.R. Tolkien, la Terra Mitjana. Va ser el primer rei dels nóldor (i com a tal a vegades se'l coneix com a Noldóran), i va liderar la seva gent en el viatge per la Terra Mitjana cap al reialme benaventurat de Valinor a Aman. Va ser gran amic d'Elu Thingol, Rei de Doriath.
La traducció del nom de Finwë no és clara. El glossari publicat al Silmarí·lion tradueix Fin per "cabell", però d'altres fonts diuen que vol dir "habilitat"
Finwë va tenir dues esposes. La primera va ser Míriel, que va morir poc després de néixer el seu únic fill: Fëanor. La segona esposa era Indis, dels vanyar, que li va donar dos fills: Fingolfin i Finarfin, i dues filles: Findis i Irimë.

Durant l'intent de Melkor de corrompre els nóldor, Finwë va calmar la seva gent i els va fer tornar a confiar en els Valar. Quan Fëanor va ser exiliat de Tirion, Finwë va anar amb ell a Formenos. Va ser el primer a morir a Valinor, quan Melkor va matar-lo a les portes de Formenos per prendre els Silmarils. Aquest assassinat va ser un dels desencadenants de la revolta dels nóldor.

## Genealogia de la Casa de Finwë
```
(1) (2)

Míriel
 ========= 
Finwë
 ========= 
Indis

| |
| ------------------------------------------

Fëanor
 = 
Nerdanel
 | | | |
| 
Findis
 
Fingolfin
 = 
Anairë
 
Irimë
 
Finarfin
 = 
Eärwen

Maedhros
 | | 

Maglor
 
Fingon
 
Finrod

Celegorm
 
Turgon
 
Angrod
**

Caranthir
 
Aredhel
 
Aegnor

Curufin
* 
Arakáno
 
Galadriel

Amrod

Amras
```

```
(* Pare de 
Celebrimbor
)
(** Pare d'
Orodreth
, que al seu torn va ser pare de 
Gil-galad
)
```